# Мюріел Спарк
Мю́ріел Спарк (англ. Muriel Sarah Spark; 1 лютого 1918 — 13 квітня 2006) — британська письменниця, драматургиня, поетеса і літературна критикиня шотландського походження, представниця сатиричного напрямку в літературі; дама-командор ордену Британської імперії.

## Біографія

### Дитинство та юність
Мюріел Спарк (при народженні Мюріел Сара Камберг / Muriel Sarah Camberg) народилася в Единбурзі (Шотландія). Батько належав до юдейської віри, мати була англіканкою.
Початкову освіту здобула у Вищій школі для дівчат Джеймса Ґіллеспі (James Gillespie's High School for Girls); також закінчила секретарські курси при Коледжі Херріот-Вотт (Heriot-Watt College).
Протягом кількох років викладала англійську мову в школі, працювала секретаркою.
1937 року Мюріел Сара Кемпбел одружилася з Сіднеєм Освальдом Спарком (Sidney Oswald Spark), згодом переїхала з ним до Південної Родезії (тепер Зімбабве). Наступного року народила сина Робіна. Втім шлюб виявився нетривким, і вже 1940 року Мюріел Спарк залишає чоловіка і сина та повертається до Великої Британії, де влаштовується на роботу у розвідувальний відділ Міністерства закордонних справ. Мюріел фінансово підтримує сина і навіть намагається перевезти його на батьківщину, втім син повертається згодом з батьком і мешкає разом з його батьками в Шотландії.

### Творчість
Займатися літературною творчістю Спарк почала після війни, почавши з віршів і літературної критики. 1947 року вона стала критикинею «Поетичного огляду» (Poetry Review), провідного регулярного поетичного часопису Великої Британії. Спарк опублікувала низку біографій літераторів XIX століття, зокрема «Дитя світла: переоцінка Мері Шеллі» (Child of Light: A Reassessment of Mary Shelley, 1951), «Джон Мейсфілд» (John Masefield, 1953) та «Емілі Бронте: її життя та творчість» (Emily Brontё: Her Life and Work, 1953). У 1952 році виходить перша поетична збірка Спарк «Фенфарло та інші вірші» (Fanfarlo and Other Verse).
Значна подія в житті Мюріел Спарк сталася 1954 року — вона навертається до католицтва. Цей крок, на думку письменниці, значно вплинув на її подальшу літературну діяльність. Письменниця Пенелопа Фітцжеральд (Penelope Fitzgerald), добра знайома Спарк, згадує, як вона завжди підкреслювала, що до моменту прийняття католицизму не могла осягнути всю повноту людського існування, як це має робити романіст.. В інтерв'ю Джону Туса (John Tusa) на BBC Radio 4 Спарк розповідала про свій шлях до католицизму і його вплив на її творчість. Ґрем Ґрін та Івлін Во підтримали таке рішення Мюріел Спарк.
Отримавши визнання як критикиня і поетка, Спарк стартує в художній прозі. 1951 року вона отримує вищу нагороду на Різдвяному літературному конкурсі лондонського журналу «Observer» за оповідання «Серафім та Замбезі» (The Seraph and the Zambezi) за незвичну розробку різдвяної тематики.
1957 року Мюріел Спарк публікує свій перший роман «Розрадники» (The Comforters) з сильними католицькими мотивами. Втім, основний сюжет розгортався навколо молодої жінки, яка несподівано для себе приходить до усвідомлення того, що вона є персонажкою роману.
1959 року Спарк переживає перший значний успіх з виходом роману «Memento mori», який можна назвати «танцем смерті» групи літніх інтелектуалів, які не припиняють сваритися і змагатися між собою напередодні смерті. Після роману деякі критики почали порівнювати Спарк із іншим представниками сатиричного напрямку в британській літературі Комптон-Бернеттом та Івліном Во.
Справжній успіх прийшов до Спарк лише 1961 року, коли надруковано її роман «Міс Джін Броуді в розквіті» (The Prime of Miss Jean Brodie), сюжетною основою для якого слугувало навчання Спарк у Школі Джеймса Гіллеспі. У 1966-68 роках за романом поставлено п'єсу, яка з успіхом йшла в театрах світу. 1969 року вийшов фільм, а наприкінці 1970-х — шестисерійний телефільм за романом.
Протягом кількох років Спарк мешкала у Нью-Йорку, потім переїхала до Риму, де 1968 року познайомилася з художницею Пенелопою Джардін (Penelope Jardine). На початку 1970-х Спарк переїждає до Тоскани (Італія). Завдяки близьким стосункам Спарк з Джардін циркулюють чутки про їхній лесбійський зв'язок, які ніякого підтвердження не знайшли і завжди рішуче відкидалися самою письменницею, так і лишившись чутками.
За заслуги в галузі літератури 1993 року Мюріел Спарк стала Кавалером Ордена Британської імперії.
Померла Мюріел Спарк 13 квітня 2006 року.

### Романи
- 1957 — Comforters
- 1958 — Robinson
- 1959 — Memento Mori
- 1960 — The Ballad of Peckham Rye
- 1960 — The Bachelors (novel)|The Bachelors
- 1961 — The Prime of Miss Jean Brodie
- 1963 — The Girls of Slender Means
- 1965 — The Mandelbaum Gate
- 1968 — The Public Image
- 1970 — The Driver's Seat
- 1971 — Not to Disturb
- 1973 — The Hothouse by the East River
- 1974 — The Abbess of Crewe
- 1976 — The Takeover
- 1979 — Territorial Rights
- 1981 — Loitering with Intent
- 1984 — The Only Problem
- 1988 — A Far Cry from Kensington
- 1991 — Symposium
- 1996 — Reality and Dreams
- 2000 — Aiding and Abetting
- 2004 — The Finishing School

### Інші твори
- 1950 — Tribute to Wordsworth (спільно з Дереком Стенфордом)
- 1951 — Child of Light: A Reassessment of Mary Shelley
- 1952 — The Fanfarlo and Other Verse
- 1952 — Selected Poems of Emily Brontë
- 1953 — John Masefield (Біографія)
- 1953 — Emily Brontë: Her Life and Work (спільно з Дереком Стенфордом)
- 1953 — My Best Mary. Збірка листі Мері Шеллі, спільно з Дереком Стенфордом
- 1954 — The Brontë letters
- 1957 — Letters of John Henry Newman (спільно з Дереком Стенфордом)
- 1958 — The Go-away Bird. Збірка оповідань
- 1961 — Voices at Play. Збірка оповідань і п'єс
- 1963 — Doctors of Philosophy. П'єса
- 1967 — Collected Poems
- 1967 — Collected Stories
- 1968 — The Very Fine Clock
- 1982 — Bang-bang You're Dead. Збірка оповідань
- 1982 — Going Up to Sotheby's. Збірка поезії
- 1992 — Curriculum Vitae. Автобіографія
- 2001 — Complete Short Stories
- 2004 — All the Poems

## Українські переклади
- «Портобелло-роуд» (Portobello Road), журнал «Київ», 2014, № 6, стор. 141—157. Переклав Олег Король
- «Помічники та підбурювачі» (Aiding and Abetting), літературна агенція «Discursus», 2015. Переклав Іван Кричфалушій

## Фільмографія
- 1966 — Die Ballade von Peckham Rye' [Архівовано 14 травня 2006 у Wayback Machine.], реж. Ян Бічицький (Jan Biczycki)
- 1967 — De Verbeelding' [Архівовано 23 березня 2005 у Wayback Machine.], реж. Дом'єн де Гройтер (Domien De Gruyter)
- 1969 — The Prime of Miss Jean Brodie' [Архівовано 27 грудня 2008 у Wayback Machine.], реж. Роналд Нім (Ronald Neame)
- 1974 — Identikit' [Архівовано 25 грудня 2008 у Wayback Machine.], реж. Джузеппе Патроні Ґріффі (Giuseppe Patroni Griffi)
- 1975 — The Girls of Slender Means' [Архівовано 19 травня 2005 у Wayback Machine.], реж. Мойра Армстронг (Moira Armstrong)
- 1977 — Nasty Habits [Архівовано 20 жовтня 2009 у Wayback Machine.], реж. Майкл Ліндзі-Гоґґ (Michael Lindsay-Hogg)
- 1978 — The Prime of Miss Jean Brodie [Архівовано 29 квітня 2008 у Wayback Machine.], реж. Джон Брюс (John Bruce), Марк Калінґем (Mark Cullingham)
- 1992 — Memento Mori [Архівовано 10 грудня 2008 у Wayback Machine.], реж. Джек Клейтон (Jack Clayton)